# Conizonia detrita
Conizonia detrita là một loài bọ cánh cứng trong họ Cerambycidae.